# Franjo Rački
Franjo Rački (25. listopadu 1828 Fužine – 13. února 1894 Záhřeb) byl chorvatský politik a historik, akademik JAZU. Od roku 1888 byl korespondentem Srbské akademie věd a umění. 
K velkému nesouhlasu srbsko-chorvatské Rački byl nehybnou skálou, o kterou se rozbily vlny slepé vášně a potrhaly hozené sítě cizí lsti; byl to Chorvat, kterého všichni Srbové velmi a upřímně respektovali. (Lazar Tomanović, 1894) 

## Životopis
Mladý „Ilyr z Chorvatska“ (jak se podepsával v mladém věku) se narodil v roce 1829 ve Fužine, u města Gorski Kotar. V Rijece, Senji a Varaždinu absolvoval gymnázium. Jako nadšený slovanofil, který se vášnivě učil slovanské jazyky, napsal v roce 1848 českou gramatiku a pracoval na vzájemnosti Slovanů. Inspiroval se částečně Šafaříkem a Palackým a byl přitahován i ,po jeho nástupu, bána Jelačiće. Místo toho, aby šel studovat filozofii do Budapešti, ocitl se kvůli maďarskému povstání v Senji. Poté byl od roku 1848 duchovním v Senji, kde dokončil teologii na biskupském semináři, kde jej 15. srpna 1852 biskup Mirko Ozegović vysvětil na kněze.
Svůj první spis publikoval jako student na gymnáziu v Katolických novinách a časopisu Neven. Po občanské válce studoval vědu ve Vídni na „Pasmaneum“, kde prokázal talent pro historické vědy. Tam ukázal své první sklony k zkoumání historie publikováním příspěvku nazvaného „Koncentrace důvěry“. Poté, co v roce 1852 ukončil vzdělání ve Vídni, přijal na žádost svého mecenáše biskupa Ozeviće post profesora fyziky na gymnáziu v Senji. Z té doby pochází jeho pojednání „ O chemickém názvosloví“. Jakmile se v roce 1853 uvolnilo místo ve vídeňském „Augustineu“, poslal ho tam biskup „na další studium“. V roce 1855 byl ve Vídni promován na doktora teologie. Po návratu z hlavního města byl Dr. Rački jmenován profesorem církevního práva a církevních dějin na semináři v Senji. Rychle postupoval k postu ředitele katolického semináře. V té době měl také podporu biskupa Strossmeyera a historika Kukuljeviče-Sakcinského. Když byla Ilyrská kapitula „Sv. Jeronýma“ v Římě reorganizována, jeho patroni Strossmaier a Ozegović ho poslali, aby byl kánovníkem této kapituly. V roce 1857 odešel Rački do Říma, kde kromě svých kněžských povinností také vede výzkum a vzdělává se v místních knihovnách. Svou knihou o slovanských věrozvěstech Cyrilu a Metodějovi se osvědčil a vstoupil do širšího okruhu chorvatských intelektuálů. Ačkoli měl rozsáhlé výzkumné plány, na naléhání Strossmeyera se vrátil do Chorvatska, aby přispěl k chorvatskému obrození.

## Kodifikátor jihoslovanství[5]a národní jednoty
V roce 1860 se Rački objevil v nových novinách „Pozor“ s článkem „Jihoslovanství“, který podepsal iniciály v cyrilici „Ф.Р.“ Již 15. srpna 1861 byl poprvé zvolen poslancem; podruhé byl poté zvolen v roce 1865. V roce 1863 byl zvolen nejvyšším chorvatským školním inspektorem, kdy také současně s Jagićem založil časopis „Književnik“. Třetí funkční období v chorvatském parlamentu bylo mezi lety 1868–1872 a poté odstoupí kvůli nesouhlasu s politikou parlamentní většiny. Od té doby až do své smrti se příštích 20 let bude zabývat historií a vedením Nezávislé lidové strany.
Strossmayer a Rački se od hlásání přesunuli k činům, z nichž ten nejzásadnější představuje založení Jihoslovanské akademie věd a umění roku 1866 v Záhřebu. Biskup Strossmayer vložil do tohoto počinu 50 tisíc forintů. Rački se stal ihned roku 1866 ředitelem akademie. Roku 1874 byla založena univerzita v Záhřebu, což představuje další významný počin této dvojice. K této příležitosti biskup daroval svou galerii uměleckých děl.
Franjo Rački se v roce 1884 vydal lodí po řece Sáva a Dunaj přes Srbsko do Ruska. Pobýval nějakou chvíli v Bělehradě, kde se setkal s podobně smýšlejícími lidmi, mezi nimiž byli Stojan Novaković a Đuro Daničić. Přestože vysoký katolický prelát dorazil do pravoslavné země (Rusko), kde navštěvuje pravoslavné chrámy, užívá si zpěvy a srdečně vede hovory se starým archimandritou Amfilohijem. Když se mělo v Záhřebu v roce 1889 oslavit 500. výročí bitvy na Kosově poli, byl to právě Rački, kdo tuto událost finančně podpořit. Ignoroval zákaz policie. Napsal práci o kosovské bitvě a zúčastnil se uctění památky rytíře Lazara v pravoslavném chrámu. Kvůli projevené pietě vůči k Srbům byl odsouzen a stíhán. Napsal polemické články s maďarskými historiky, hájil Mezimuří a hlaholické písmo. Ve svých pronárodních aktivitách narazil na odpor a neporozumění, a to jak od zastánců velkého Chorvatska, tak od zastánců velkého Srbska. Následná Kvaternikova vzpoura pro něj představovala nebezpečí, jelikož jeho jméno figurovalo na seznamu s dalšími „Slavenosrby“, kteří měli být oběšeni v Záhřebu.

## Díla
Podle Strossmeyera byl Rački „nejčistějším, nejvzdělanějším a nejvíce zasloužilým Chorvatem“. Ukázalo se, že je velkým historikem, intelektuálem, ale také politikem, který píše knihy, jako například „Výňatky z chorvatského státního práva“ a „Rijeka směrem k Chorvatsku“, které označovaly jeho politický nadhled. Při studiu ve Vídni využil příležitosti ke sběru historických pramenů o slovanských národech a když se po doktorátu vrátil do Senje, věnoval se studiu chorvatských dějin. Prvním historickým dílem, které publikoval, byl „Náčrt jihoslovanských dějin do 9. století“. Potom, v roce 1865, pod vlivem Šafaříka, otiskl Dr. Rački je “Assemanův nebo Vatikánský evangelistář”, který v roce 1736 přinesl Asseman z Jeruzaléma do Vatikánské knihovny. Jedná se o staroslovanský rukopis v hlaholici z 10. století.
Dále uspořádal sbírku hlaholických dokumentů kolem Kvarnerských ostrovů, které sám rád vyhledával a prozkoumával. Během své návštěvy Krku studoval jako první obsah Baščanské desky, která byla součástí kamenné podlahy místního kostela. Rački studoval nápis na desce, o kterém si Josef Šafařík myslel, že je napsán v nějakém kryptografu. Na základě svého výzkumu dědictví v hlaholici publikoval články „Přehled hlaholické církevní literatury se zvláštním ohledem na Svaté Písmo a liturgické knihy“ (1856) a „Život a dílo sv. Cyrila a Metoděje, slovanských apoštolů“ (1857).
V roce 1905 vytvořil sochař Rudolf Valdec v kolonádě záhřebského hřbitova pomník Račkimu, financovaný chorvatským národem. JAZU v Záhřebu v roce 1929 oslavila 100. výročí narození Františka Račkiho. Bělehradský akademik Slobodan Jovanović při této příležitosti přečetl svou práci s názvem „Franjo Rački a jihoslovanské myšlení“.

## Galerie

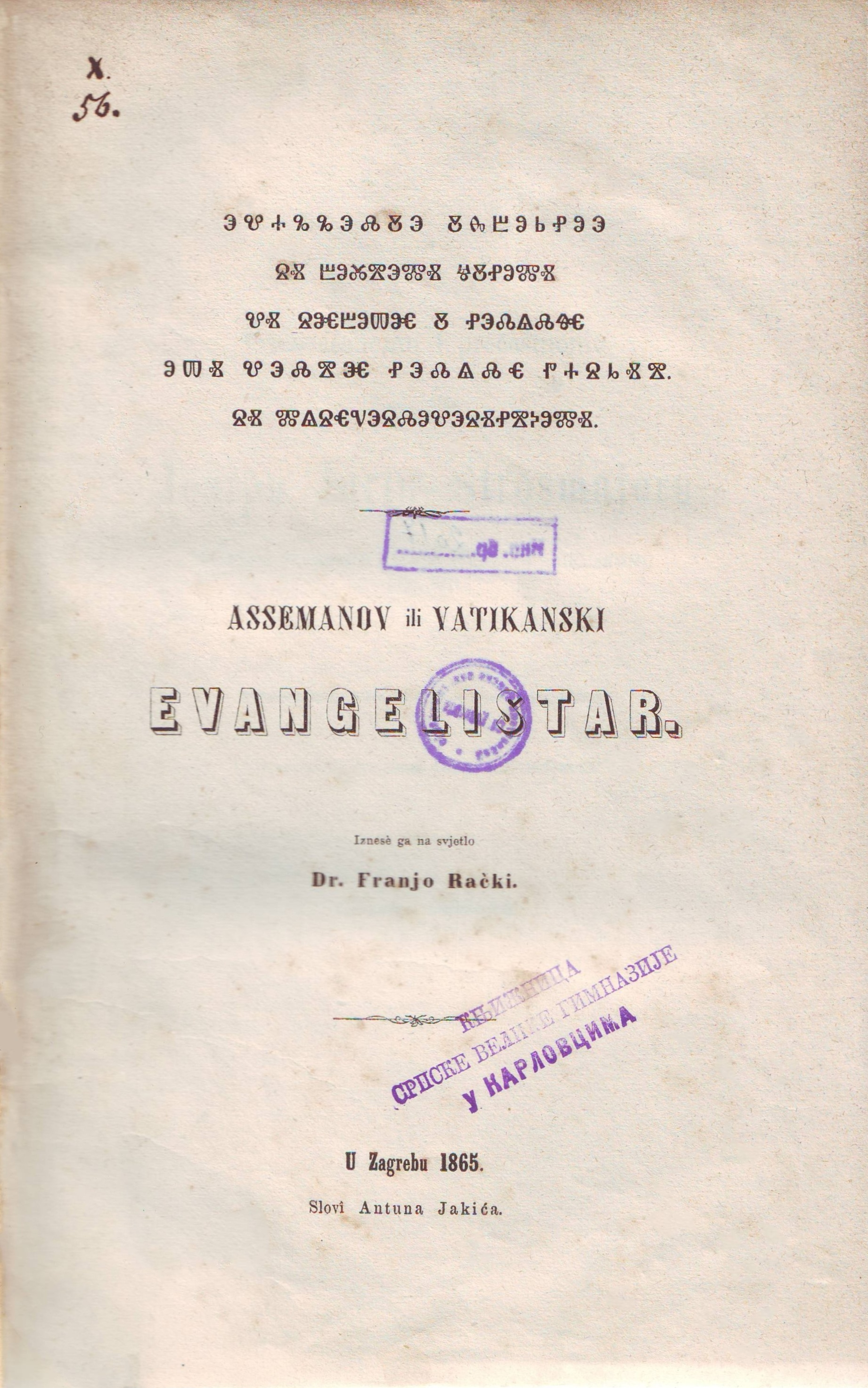
Obálka knihy Assemmen nebo Vatikánský Evangelistář (Záhřeb, 1865)
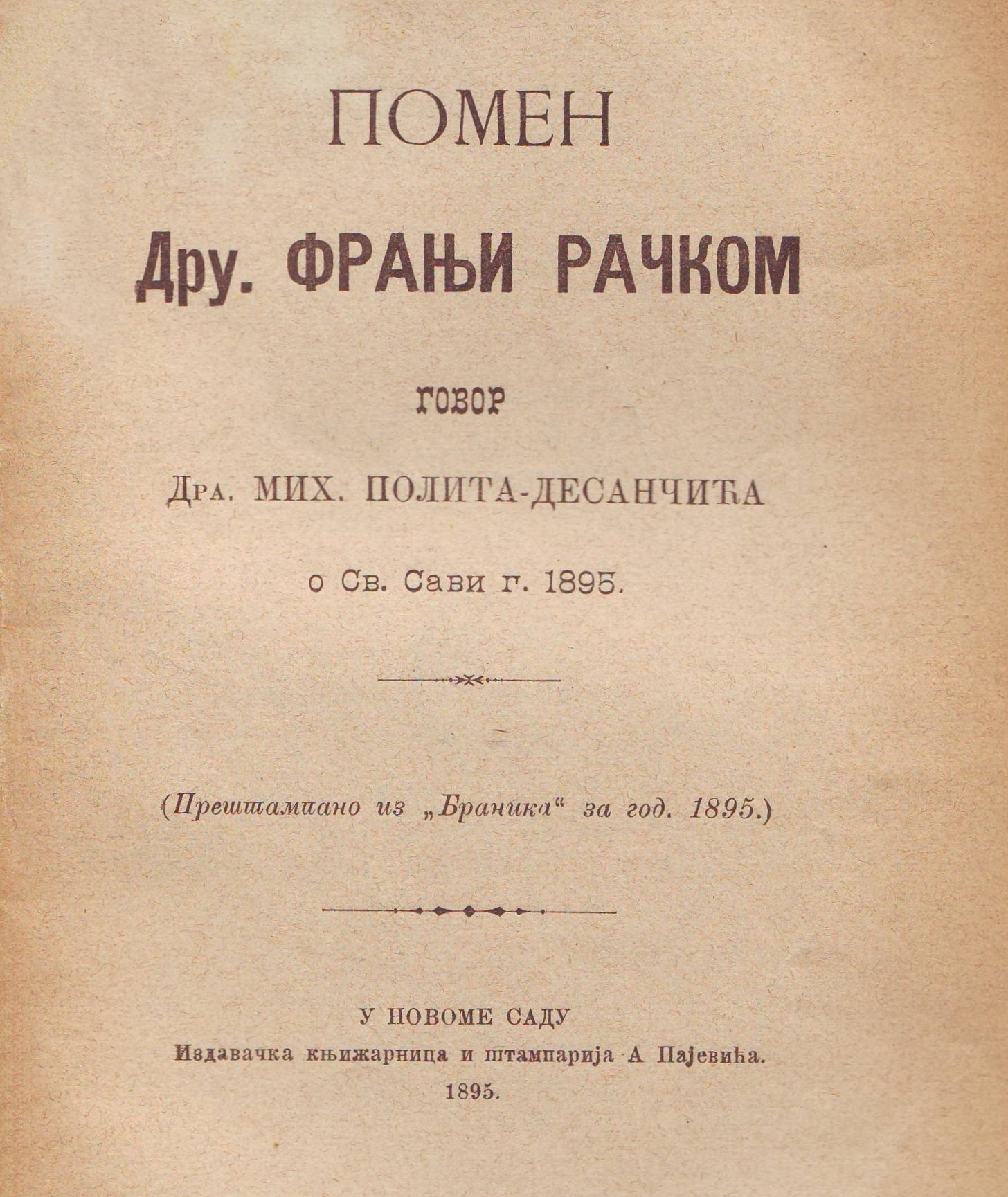
Brožura s textem projevu, který přednesl Mihailo Polit-Desančić na setkání literárního oddělení Matice Srpské o smrti Franja Račkiho (1895)